# Esthwaite Water
Esthwaite Water är en sjö i Storbritannien.   Den ligger i grevskapet Cumbria och riksdelen England, i den centrala delen av landet, 400 km nordväst om huvudstaden London. Esthwaite Water ligger 66 meter över havet. Arean är 0,55 kvadratkilometer. I omgivningarna runt Esthwaite Water växer i huvudsak blandskog. Den sträcker sig 1,9 kilometer i nord-sydlig riktning, och 0,7 kilometer i öst-västlig riktning.
Följande samhällen ligger vid Esthwaite Water:
- Hawkshead (519 invånare)